# Maxime Laope
Maxime Laope (1922-2005) est un chanteur de l’île de La Réunion. Sa carrière a commencé à la fin des années 1940 par la porte des radio-crochets. Dès 1949, le jeune Maxime sort son premier disque. Le grand public le connaît surtout comme chanteur de séga, musique traditionnelle réunionnaise. Alors que Maxime Laope a aussi, dans une carrière prolifique allant du 78 tours au CD, exploré plusieurs genres musicaux, notamment l’autre musique traditionnelle de son île : le maloya. Le chanteur s’est illustré auprès des musiciens de son époque : Jules Arlanda, Claude Vinh San et surtout Benoîte Boulard. Il a interprété de nombreux succès comme La Rosée Tombée, Madina, Not’ Bon Vieux Temps, Mon Malbaraise ou La Coupe Canne.
Le long cheminement musical de Maxime Laope l’a rendu populaire auprès de plusieurs générations de Réunionnais, dont de nombreux musiciens comme Danyèl Waro et Olivier Ker Ourio. Sa notoriété est essentiellement limitée à La Réunion, malgré quelques concerts voire une tournée au-delà des rivages de son île. En 2012, le label Takamba consacré au patrimoine musical de l’océan Indien a sorti un double-CD Maxime Laope, chapeau l’artiste. Cette compilation a permis d’apporter un éclairage inédit sur Maxime Laope dans la presse musicale nationale française.

## Biographie

### Enfance et jeunesse
Né le 29 juillet 1922 dans la commune de Saint-Leu à La Réunion, Maxime Laope est le fils d’Égyptienne Laope, une jeune veuve déjà mère de 10 enfants. Son père naturel, Frédéric Marivan, un pêcheur anciennement engagé originaire de Pondichéry (en Inde), ne reconnait pas ce fils né hors mariage. Le bébé ne sera déclaré à l’état civil que le 5 août 1922 qui deviendra sa date officielle de naissance.
En 1927, Égyptienne Laope déménage à Saint-Denis, emmenant avec elle ses deux plus jeunes fils, Antoine (12 ans) et Maxime (5 ans). Maxime est scolarisé à l’École Centrale de Saint-Denis. Faute de moyen pour préparer le certificat d’études primaires et clore ainsi sa scolarité, le jeune Maxime enchaîne divers apprentissages (tailleur, mécanicien, maçon) jamais menés à terme et sans apprendre un métier. Il chante aussi à cette époque à l’église ou dans des bals.
En 1942, en pleine guerre mondiale, Maxime Laope s’engage dans les Forces Françaises Libres comme fusilier marin et ira vivre un peu plus de deux ans à Madagascar. Sa participation à la guerre s’arrête en 1945 après qu’il se soit blessé à la clavicule.

### Les années 1940 et 1950: des radio-crochets aux enregistrements de disques
Quelques années après sa démobilisation, un radio-crochet propulse Maxime Laope sur le devant de la scène et lance sa carrière de chanteur. En 1947, inscrit par un ami au radio-crochet de la Maison de la Radio à Saint-Denis, Maxime Laope décroche la seconde place. En 1952, après des années d’expérience, il décide de s’allier à sa principale rivale, Benoîte Boulard. Cette association durera plus de trente ans avec une multitude de scènes et d’enregistrements communs jusqu’au décès de la chanteuse en 1985.
Parallèlement, Maxime Laope poursuit sa carrière en solo. Lors de ses premiers enregistrements, le séga prend le pas sur la variété française, son répertoire de prédilection pour les radio-crochets. Musique traditionnelle de La Réunion, le séga est né de la rencontre entre le tchéga des esclaves et les musiques de salon comme le quadrille.
La rencontre de Maxime Laope avec l’auteur-compositeur-interprète à succès Georges Fourcade est déterminante. Véritable mentor, Fourcade encourage le jeune Laope à chanter et à écrire en créole. Leur collaboration durera jusqu’à la disparition de Fourcade en 1962.
Maxime Laope enregistre son premier disque en 1949, un 78 tours ayant pour titres Le cœur créole et Mi aim mon patois. Avec Benoîte Boulard, il enregistre La rosée tombée en 1953. Le succès du disque est tel qu’il est tiré à 10 000 exemplaires, un chiffre considérable pour une époque où peu de gens possèdent un gramophone. Maxime Laope est alors devenu définitivement un chanteur de chansons créoles, de ségas et de romances. Le maloya est peu mis en avant dans ses passages sur scène ou ses enregistrements. Subrepticement, Maxime introduit quelques maloyas dans son répertoire comme Séga bamba, Séga-Maloya ou Sous pieds d’camélias.
Par ailleurs, La rosée tombée reste la chanson emblématique de Maxime Laope. Madina (générique du début des programmes radio sur l’ORTF), Band carias, A moin même le guêpe, La pêche caméléon, pour n’en citer quelques-uns, figurent aussi parmi les classiques du séga.
Parallèlement à la chanson, Maxime est un passionné de sport, le football d’abord qu’il a pratiqué depuis l’enfance et jusqu’à un âge avancé dans des clubs renommés de l’île, mais également l’athlétisme en compétition. À un moment, son cœur balançait même entre la professionnalisation dans la chanson ou dans le sport, c’est finalement la chanson qui l’a emporté.

### Les années 1960 et 1970: l’apogée de l’époque des bals
L’aventure de la troupe Bourbon y cause Bourbon y chante avec le compositeur Jules Arlanda et l’orchestre Les Play-Boys au début des années 1970 l’amène à rencontrer les jeunes talents que sont Pierrette Payet, Henry-Claude et Marie-Armande Moutou. C’est avec cette troupe folklorique qui dure trois ans qu’il fait ses premières tournées dans les îles de l’océan Indien.
Lorsque la vogue des orchestres de bal s’estompe à la fin des années 1970, le public boude les chanteurs de séga. Les “sonos” remplacent les orchestres. Le séga est éclipsé par le rhythm and blues et la pop music. Alors que la mode est au slow, Maxime Laope continuera d’enregistrer des 45 tours de séga, multipliant les compositeurs (Loulou Pitou, Claude Vinh San, Jules Arlanda ou encore Narmine Ducap), voire les paroliers comme le poète Jean Albany.
En 1976, le producteur de disques Jean-Jacques Cladère demande au chanteur Jacky Lechat d’écrire pour Benoîte et Maxime. C’est ainsi que sort la chanson Not’ bon vieux temps, signe du retour des deux chanteurs dans le paysage musical réunionnais.

### Les années 1980: le creux de la vague
En 1981, l’accession de la gauche à la présidence bouscule l’ordre établi. Musique des esclaves interdite par les autorités de l’État à La Réunion pendant quelque temps du fait sa proximité avec le Parti Communiste de La Réunion, le maloya sort de sa clandestinité suscitant l’enthousiasme du public qui tend alors à délaisser le séga. Avec la libération des ondes de radio, la production discographique explose avec des productions montrant le maloya sous toutes ses coutures : traditionnel, électrique, mélangé au reggae, etc. Malgré quelques sorties de disques, la musique de Maxime Laope semble passée de mode.
L’année 1985 voit le décès de Benoîte Boulard, des suites d’une longue maladie. Maxime perd sa plus fidèle compagne de scène. Il poursuit néanmoins sa carrière solo.
Pendant cette période des années 1980 où il chante un peu moins, il renoue avec la comédie, notamment dans une adaptation des Gouverneurs de la rosée d’après l’ouvrage de l’écrivain haïtien Jacques Roumain, ainsi que dans Le Barbier de Séville avec le Théâtre Vollard. Dans les années 1970, Maxime avait, en effet, fait ses premiers pas comme comédien dans la Troupe théâtrale du Foyer de Saint-Jacques (Saint-Denis).

### Les années 1990: une renaissance par les CD
En 1992, la maison de disques Piros sort le premier CD de Maxime Laope, 20 titres. Jusqu’en 2002, quatre autres CD suivront chez Piros et chez Discorama.
En 1995, Maxime Laope participe à l’enregistrement de Séga, séga, album réunissant de grands noms du séga, à l’initiative de Bernadette Ladauge (Groupe Folklorique de La Réunion) et du producteur Christophe David.
L’année suivante, Maxime découvre l’Amérique : Christophe David organise une tournée inédite aux États-Unis et au Canada avec le Groupe Folklorique de La Réunion de Bernadette Ladauge ainsi que des “ Anciens ” comme Maxime Laope, le violoniste Fred Espel ou l’accordéoniste Jules Arlanda. La jeune génération de cette grande famille musicale (les Ladauge, Ebrard et Legras) est présente aussi avec, entre autres, Guillaume Legras qui réalisera en 2002 le dernier album de Maxime Laope et l’accompagnera sur ses dernières prestations scéniques.
En 1997, Maxime Laope est fait Chevalier de la Légion d’Honneur.
En 1999, sa fille Expédite Laope-Cerneaux publie avec l’enseignante Bernadette Guillot le livre biographique Maxime Laope, un chanteur populaire. En plus du récit de sa vie, l’ouvrage réunit photos, textes de chansons, poèmes et devinettes.

### Les années 2000: fin de carrière et héritage
Le dernier album de Maxime Laope, Dernié Figuir, paraît en 2002, année des adieux à la scène du chanteur alors âgé de 80 ans. L’association Famille Maxime Laope, tout juste créée par les descendants du chanteur, organise plusieurs événements à cette occasion.
Au cours des années suivantes, Maxime continuera ses apparitions publiques, sans se produire sur scène.
L’artiste succombe à une crise cardiaque dans la nuit du 14 au 15 juillet 2005, dans sa modeste maison à la Source, quartier populaire de Saint-Denis, aux côtés de son épouse Marie-Thérèse Laope née Zitte. Venu constater son décès, un des pompiers présents dira : « Il est parti un soir de fête ».
À sa disparition en 2005, il laisse derrière lui les onze enfants qu’il a eu avec Marie-Thérèse Laope. Son premier fils, né hors mariage, décédé en 1999, lui a laissé sept petits-enfants.
En 2012, le label patrimonial Takamba édite un double-CD Maxime Laope, chapeau l’artiste, réunissant près de 50 titres auparavant disponibles qu’en disque vinyle. Cet album vient compléter cette collection qui avait déjà consacré plusieurs CD aux compagnons de scène de Maxime : Jules Arlanda, Benoîte Boulard et Loulou Pitou.
Outre le groupe Bann Laope, constitué des descendants du chanteur, l’héritage de Maxime Laope est présent dans le paysage musical réunionnais, voire au-delà des rivages de La Réunion. De nombreux artistes réunionnais et mauriciens l’ont repris sur disque et sur scène, notamment le chantre du maloya Danyèl Waro, l’harmoniciste de jazz Olivier Ker Ourio, le groupe de maloya électrique Baster, le groupe de fusion Ziskakan, le ségatier René Lacaille, mais aussi Alain Mastane, Dédé Fourez, Gondwana, etc. Jeune artiste reconnu au niveau international, le street artist Kid Kréol avait consacré un sticker à Maxime Laope au milieu des années 2000.

## Descendance artistique
En parallèle de Bann Laope, certains membres de la famille se sont illustrés pour leur activité artistique :
- France Laope, coach vocal, a participé au groupe Ker Fanm fondé par Christine Salem ;
- Expédite Laope-Cerneaux est écrivaine et conteuse ;
- Louis Laope a longtemps été le pilier de la troupe Sours Perkusyon ;
- Régis Laope, décédé en 2021, était artiste plasticien ;
- Jean Amémoutou-Laope, percussionniste professionnel, a accompagné Nathalie Natiembé, Christine Salem, Baster, etc. ;
- Joëlle Cerneaux-Laope, a participé à l’album Mon l’anniversaire en 1997 et accompagné Maxime Laope sur scène. Elle a été également membre du groupe Ker Fanm ;
- Solange Laope-Barcaville, France Laope, Axel Laope et Jean Amémoutou-Laope ont participé à des enregistrements de Maxime Laope ;
- Tim Zéni, trompettiste et chanteur et son frère Cyprien, chanteur gospel RnB, finaliste de la saison 10 de The Voice.

## Prix et récompenses
- 1982 : Médaille des Arts et Chorales du Ministère de la Culture décernée à Benoîte Boulard et Maxime Laope « pour l’ensemble de leur œuvre »
- 1985 :  Chevalier de l'ordre national du Mérite
- 1997 :  Chevalier de la Légion d'honneur
- 2001 :  Officier de l'ordre national du Mérite [5]

## Hommages
Maxime Laope a donné son nom à :
- Une école primaire à La Bretagne (commune de Saint-Denis)
- Un institut médico-éducatif de Saint-Leu
- Le centre de Saint-Denis du Conservatoire à Rayonnement Régional de La Réunion

Une stèle rendant hommage à Maxime Laope a été érigée en 2009 sur la place principale de son village natal, Le Plate à Saint-Leu.

## Discographie

### 78 Tours
- Orchestre Arlanda, enregistrements créoles de La Réunion. Philips P79148 – Face A L’auto dé volants / Face B Séga calou
- Maxime Lahoppe et son ensemble créole, enregistrements créoles de La Réunion. Philips P79151 – Mi aim mon patois / Le cœur créole, 1949
- Ségas créoles réunionnais, Orchestre Nativel. La Voix des Nôtres :
  - ML 780 – Chant Lahoppe, Madina / Compère les guêpes, 1950
  - ML 781 – Chant Lahoppe, Dégommé / Nam titi tibet
- Folklore réunionnais, Maxime Lahoppe et son ensemble créole. Festival :
  - OM 01 S – Séga samba / Pistaches
  - OM 02 S – Bébett’ la mer / Longany
  - OM 03 S – Mariaz longtemps / Z’affaire mariaz
  - OM 04 S – Diabolo / Pic a plate
  - OM 05 S – Chant 1 Boulard, Chant 2 Boulard et Lahoppe - La rosée tombée / Le p’tit négro, 1953
- Folklore réunionnais, Orchestre créole Loulou Pitou. Festival. Chant Maxime Lahoppe :
  - OM 16 S – Bourriqu’y fait l’or  / Chemin d’fer
  - OM 17 S – Bazard Saint D’nis / Tombé levé
  - OM 18 S – Hier soir moin l’a vi / Baba kari pois , 1953
  - OM 19 S – L’a dit l’a fait / Pitonia
  - OM 20 S – Tombé levé / Paille coco
  - OM 21 S – Ségat galoppé / Rhum pays
  - OM 22 S – Commérages créoles / La guerre l’a pétée
  - OM 23 S –  Oublie a li / Cognac Bourbon
  - OM 24 S –  L’hiver l’arrivé / Séga maloya
  - OM 25 S – Antonia / Zènes gens honnetes
  - OM 34 S – Casse pas la tête  / P’tit département
  - OM 35 S – Fait péter la colle / Jour d’l’an
  - OM 36 S – Bein comment  / Chanson jardinier
  - OM 37 S –  Bebett’ la terre / Viens voir ça
  - OM 38 S – Emi / La Réunion
- Folklore réunionnais, Orchestre Loulou Pitou. Festival. Chants Benoîte Boulard  et Maxime Lahoppe : 
  - OM 77 S –  Maloya longtemps / L’argent d’l’eau
  - OM 78 S –  Soucoupe volante / Viens doudou.

### 45 Tours
- Folklore réunionnais, Loulou Pitou et son orchestre, Maxime Lahoppe et son orchestre. Festival OM 45 2361 M – Chant Mademoiselle Boulard, M. Lahoppe, M. Bertil, M. Calixte – Rosée tombée
- Claude Vinh San et son Jazz Tropical, Folklore réunionnais. Dindar. Chant Maxime Laope
  - Din 25018 –  Mon Dou Dou
  - Din 25019 – P’tit fleur fanée
- Benoîte Boulard et Maxime Lahoppe, Orchestre Narmine et ses Rythmes AS 1007 – Coq un poule
- Maxime Lahoppe enregistré à FR radio Issa I 15001- Enerve pas moin
- Maxime Laope accompagné par les Super-Migs. Soredisc Sor 20004 – Band cariors / C’est l’amour
- Séga de l’île de la Réunion, Maxime Laope, Les Super Jets et avec la participation de France-May Laope et Marie-Hélène Laude. Disque Jaja DR 71001 – La coupe canne / Mon anniversaire
- Maxime Lahope, Claude Vinh San et son orchestre. Jackman J 32016 – Sous pieds d’camélias / Célia
- Maxime Lahope, Le Club Rythmique. Jackman :
  - J 32024 – En sortant Diégo / Touch’ pas mon z’histoire
  - J 32025 – L’auto dé volants / S’ra bien fait
  - J 32029 – Grand Joseph / Jouez pas avec lui
  - J 32030 – Aujourd’hui / L’anse des cascades
  - J 40165 – avec Solange Lahope, Jour d’l’an / Maloya tantine, 1974
- Ségas de La Réunion avec Maxime Lahope. Jackman J 40225 – Bouillon brède / Verger Saint-André, 1975
- Maxime Lahope et Benoîte Boulard, Le Club Rythmique. Jackman J 40235 – Laisse pas li tomber / Not’ bon vieux temps, 1976
- Les Compagnons jouent pour Maxime Laope. Jackman J 40259 – Guette a li / Souv’nir ti train, 1981
- Benoîte Boulard et Maxime Laope, Les Soul Men. Issa I 6047 –  Fais rouler mon gâtée / Nous sera bien
- Maxime Laope, Les Soul Men. Issa I 6068 –  Les titres d’or / La donne la liberté, 1983
- Mastane’ band, invité Maxime Laope. DS 189347 –  La rosée tombée / Séga la poussière, 1989

### 33 Tours et K7
- Rythmes tropicaux. Compilation de ségatiers. Issa I 40020
- Les meilleurs ségas de Maxime Laope - K7 MCP 5142 et 33T - Piros P 5142 - Compèr les guêpes, 1990

### CD

#### Interprète principal
- 20 titres. Piros 1992 – avec la participation de Nicole Imiza et Henry-Claude Moutou
- Hommages. Piros 1994 – avec la participation de Marie-Armande Moutou, Micheline Picot et la Troupe Sours Percussions
- Mon l’anniversaire. Piros 1997
- Not’ bon vieux temps. Discorama 2000
- Dernié Figuir. Discorama 2002 avec Guillaume Legras à la réalisation

#### Rééditions
Enregistrements disponibles en disque vinyles et compilations d’artistes :
- Séga-séga produit par Christophe David et Bernadette Ladauge, éd. Hi-Land, 1994
- Séga-Maloya de Christophe David et Bernadette Ladauge, éd. Hi-Land, 2000
- Jules Arlanda et ses interprètes, Takamba Taka 0306, 2003. Interprétés par Maxime Laope : Mon malbaraise, La coupe canne, Grand Joseph, Bouillon brèdes, Verger Saint-André, Souv’nir ti train
- Loulou Pitou et Benoîte Boulard, du quadrille créole au séga. Taka 0611, 2006. OM 45 2453. Interprétés par Maxime Laope : (Cd1) Tombé levé, Fais péter la colle ; (Cd 2) La rosée tombée, Soucoupe volante, Souvenir Bourbon, Pauline, Not’ bon vieux temps.
- Claude Vinh San et le Jazz Tropical. Takamba Taka 0814, 2008. Interprétés par Maxime Laope : Mon chouchou Séga télé, Meunier tu dors, P’tite fleur fanée, Célia, Sous pied d’camélias.
- Maxime Laope : Chapeau l’artiste. Takamba Taka 1218– 2012
- Oté Maloya – The Birth of Electric Maloya on Reunion Island. Compilation produite par DJ Natty Hô et Konsöle (La Basse Tropicale). Strut Records, 2017. Interprété par Maxime Laope : Sous d’pied camelia
- Un siècle de musique réunionnaise par Christophe David et Bernadette Ladauge[6].